# Movimiento Independentista Martinicano
El Movimiento Independentista Martiniqués, Mouvman endépandantis matinitjé en creole, es un partido político fundado el 16 de julio de 1978 y dirigido por Alfred Marie-Jeanne, partidario de la descolonización y de la independencia de Martinica.

## Historia
Tiene su origen en el grupo La Parole au Peuple (traducido al castellano La palabra al pueblo), fundado en 1973 por Alfred Marie-Jeanne, Gracin Malsa, Lucien Veilleur y Marc Pulvar. Durante los años ochenta sufrieron una escisión radical dirigida por Luc Reinette, que formó la Alianza Revolucionaria Caribeña (ARC) con grupos similares de Guadalupe y la Guayana Francesa.
Durante los años noventa sustituyó la radicalidad y el apoyo a la lucha armada por la participación en las elecciones. En las elecciones regionales de 1990 obtuvo 7 escaños en el consejo Regional de Martinica, que aumentaron a 9 en 1992. Alfred Marie-Jeanne consiguió uno de los escaños martinicanos en la Asamblea Nacional Francesa. En las elecciones municipales de 2001 llegó a ser el único grupo de la oposición en Fort-de-France. En las elecciones regionales francesas de 1998 obtuvo el 24,6% de los votos y 13 escaños en el consejo Regional de Martinica, y Alfred Marie-Jeanne fue nombrado presidente del Consejo gracias a los votos de los partidos de izquierda contra el candidato de la derecha, Pierre Petit.
En las elecciones regionales francesas de 2004 formó la lista Patriotes MIM-CNCP, que obtuvo 74.860 votos y 28 escaños de 41 en el Consejo Regional, una cómoda mayoría.

## Resultados en las elecciones regionales y cantonales de 2008
Después de las elecciones de 2008 cuenta con dos diputados en el Consejo General de Martinica (Lucien Adenet y Jean-Philippe Nilor) y un alcalde (Lucien Veilleur, de Rivière-Pilote). Asimismo, tiene dos regidores en el ayuntamiento de Fort-de-France (MIM/CNCP/Palima), 4 en el de Le Lamentin (MIM/CNCP/PCM) 6 en el de Sainte-Luce, 5 en Le François, 7 en Rivière-Salée, 5 en Saint-Esprit, 6 en Les Trois-Îlets, 3 en La Trinité, 2 en Le Vauclin y uno en Le Robert, Le Morne-Rouge, Le Marin y Le Gros-Morne.